# Igiugig
Igiugig (Alutiiq: Igyaraq) ist ein Ort und ein census-designated place (CDP) im Lake and Peninsula Borough in Alaska. Das U.S. Census Bureau hatte bei der Volkszählung 2020 eine Einwohnerzahl von 68 ermittelt.

## Geographie
Igiugig befindet sich im Südwesten von Alaska am linken Flussufer des Kvichak River an dessen Ausfluss aus dem Iliamna Lake. Der Ort liegt 83 km südwestlich von King Salmon sowie 388 km südwestlich von Anchorage. Der Ort verfügt über den Flugplatz Igiugig.

## Geschichte
In der Sprache der Yupik bedeutet der Ortsname „wie eine Kehle, die Wasser schluckt“. Kiatagmuit-Eskimo lebten ursprünglich etwa 17 km flussabwärts am Nordufer des Kvichak River in dem Dorf Kaskanak (⊙) und nutzten Igiugig als Sommer-Fischcamp. Um die Jahrhundertwende zog die Bevölkerung von Kaskanak flussaufwärts zum heutigen Standort von Igiugig. Das Dorf wuchs und es kamen noch weitere Indigene von dem am Alagnak River (auch als „Branch River“ bekannt) gelegenen Dorf „Branch“ hinzu. Um das Jahr 1905 wurde lappländische Rentierstationen nahe der Siedlung eingerichtet. Heute haben ungefähr ein Drittel der Ortsbevölkerung ihre familiären Wurzeln in dem Branch River-Dorf. Von 1934 bis 1954 hatte Igiugig ein Postamt. 1980 wurde Igiugig ein census-designated place. Das Indigenendorf lebt heute hauptsächlich von traditioneller Subsistenzwirtschaft.

## Demografie
Zum Zeitpunkt der Volkszählung im Jahre 2020 (U.S. Census 2020) hatte Igiugig 68 Einwohner auf einer Landfläche von 54,58 km². Von den Einwohnern waren 13 Weiße, 48 Indigene sowie ein Asiate. Beim Zensus 2000 lebten 53 Einwohner in Igiugig, 2010 waren es 54.